# Хассе, Отто
Отто Эдуард Хассе или О. Э. Хассе (нем. Otto Eduard „O. E.“ Hasse; 11 июля 1903, Оберзицко, Провинция Позен, Пруссия (ныне Великопольское воеводство, Польша) — 12 сентября 1978, Западный Берлин, ФРГ) — немецкий актёр и режиссёр.

## Биография

### Учёба и начало карьеры
Отто Хассе родился в небольшом городке Оберзицко в прусской провинции Позен, посещал школу сначала в Колмаре, а затем в Позене, а после получения аттестата по воле родителей отправился в Берлин изучать юриспруденцию. Однако спустя три семестра молодой Хассе бросил университет и в 1923 году зачислился на актёрские курсы Макса Рейнхардта в Берлине, последовав своей давней тяге к театру, который увлекал его ещё со школьных времён. После окончания актёрской школы в 1925 году свои первые роли Хассе сыграл на сцене молодёжного театра в Берлине, Мюнхенского камерного театра и летнего театра в Тале. В последующие годы актёр выступал на сценах Объединённого театра в Бреслау (1926—1929), Немецкого народного театра в Берлине (1929), Мюнхенского камерного театра (1930—1939). С 1932 года Хассе снялся в нескольких фильмах, а также выступал режиссёром нескольких кинокартин.
Весной 1939 года Хассе был осуждён на два месяца по параграфу 175, криминализирующему гомосексуальные отношения. После отбывания срока, потеряв работу в Мюнхене, он перебрался в Прагу в Протекторат Богемии и Моравии, где получил место в Новом немецком театре (ныне Пражская опера) и выступал под псевдонимом О. Э. Хассе. Там вскоре он однако также был уволен за «безответственное политическое поведение».
В 1944 году был призван в вермахт и отправлен на западный фронт, а затем вскоре переведён в люфтваффе. В августе 1944 года был повторно осуждён на три месяца тюрьмы по параграфу 175 за «противоестественный разврат» и исключён из Имперской палаты кинематографии. Этот срок, как и первый, был относительно мягким по причине большой популярности Хассе.

### Взлёт карьеры после войны
После войны Хассе обрёл огромную популярность. С 1945 года он играл на сцене нескольких театров в Берлине, а также давал гостевые роли в Австрии, Швейцарии и Германии. Несмотря на то, что свою первую роль он исполнил ещё в 1932 году (фильм «Peter Voß, der Millionendieb»), настоящий успех на большом экране пришёл к нему лишь в начале 1950-х годов. В 1951 году он был приглашён в США, где сыграл в двух фильмах — Decision Before Dawn Анатоля Литвака (1951) и «Я исповедуюсь» Альфреда Хичкока (1953). Свою самую значительную роль в немецком кино, принесшую ему также и мировую известность, Хассе исполнил в 1954 году в возрасте 51 года, сыграв адмирала вермахта Вильгельма Канариса в фильме «Канарис».
В общей сложности Хассе исполнил на большом экране более 50 ролей, став звездой немецкого послевоенного кино в 1950-е годы. Кроме того, он был актёром дубляжа, немецким голосом Чарльза Лоутона, Хамфри Богарта и Спенсера Трейси. На телевидение Хассе пришёл очень поздно, когда ему уже было за 70 лет.
В 1959 году был членом жюри на 9-м Берлинском международном кинофестивале.
В 1976 году Хассе, находясь в Дюссельдорфе на премьере спектакля «Sonny Boy», заболел эмфиземой лёгких. После тяжёлой и длительной болезни он умер в Берлине 12 сентября 1978 года.

## Избранная фильмография
- 1924 — Последний человек — эпизод
- 1953 — Я исповедуюсь — Отто Келлер
- 1954 — Канарис — Вильгельм Франц Канарис, адмирал, начальник абвера
- 1958 — Врач из Сталинграда — Фриц Бёхлер, врач-хирург Вермахта, военнопленный
- 1963 — Дело Набоба — Демосфен
- 1963 — Порок и добродетель— генерал фон Бамберг
- 1965 — Три комнаты на Манхэттене — Хаурвич
- 1972 — Осадное положение — Карлос Дукас

## Награды и признание
Отто Хазе был удостоен многочисленных премий:
- 1951 — Берлинская художественная премия[нем.]
- 1955 — Государственная премия берлинского сената
- 1958 — Премия Fémina du Cinema (Брюссель)
- 1961 — Постоянное членство в Берлинской академии искусств
- 1964 — Почётное звание «Государственного актёра»
- 1973 — Премия Эрнста Рейтера[нем.]
- 1974 — Командорский крест Ордена «За заслуги перед Федеративной Республикой Германия»

С 1981 года Берлинская академия искусств учредила премию имени О. Э. Хассе для молодых актёров разговорного и музыкального жанров.